# Imenje (Brda)
Imenje é uma vila localizada no município de Brda na Eslovênia. Possuía uma população estimada de 131 habitantes em 2020.